# مارکوواتس (ملادنوواتس)
مارکوواتس (به صربی: Markovac) یک منطقهٔ مسکونی در صربستان است که در ملادنوواتس واقع شده‌است.